# Young Artist Awards 2012
La 33ª edizione della cerimonia di premiazione dei Young Artist Awards ha avuto luogo il 6 maggio 2012 alla Sportsmen's Lodge a Studio City, California.

## Candidati e vincitori
I vincitori sono indicati in grassetto. Per ogni film viene inoltre indicato tra parentesi il titolo originale.

### Miglior performance in un film

#### Giovane attore protagonista
- Dakota Goyo - Real Steel (Real Steel)
- Asa Butterfield - Hugo Cabret (Hugo)
- Joel Courtney - Super 8 (Super 8)
- Nathan Gamble - L'incredibile storia di Winter il delfino (Dolphin Tale)
- Brian Gilbert - The Son of No One (The Son of No One)
- Zachary Gordon - Diario di una schiappa 2 - La legge dei più grandi (Diary of a Wimpy Kid: Rodrick Rules)
- José Julián - Per una vita migliore (A Better Life)

#### Giovane attrice protagonista
- Chloë Grace Moretz - Hugo Cabret (Hugo)
- Jordana Beatty - Judy Moody and the Not Bummer Summer
- Elle Fanning - Super 8 (Super 8)
- Saoirse Ronan - Hanna (Hanna)
- Ariel Winter - The Chaperone